# Savigny-sur-Braye
Savigny-sur-Braye település Franciaországban, Loir-et-Cher megyében. Lakosainak száma 1960 fő (2022. január 1.). Savigny-sur-Braye Cellé, Épuisay, Fontaine-les-Coteaux, Fortan, Lunay, Mazangé, Sargé-sur-Braye, La Chapelle-Huon, Marolles-lès-Saint-Calais, Saint-Calais és Saint-Gervais-de-Vic községekkel határos.

## Népesség
A település népessége az elmúlt években az alábbi módon változott:
| Lakosok száma | 2349 | 2015 | 2043 | 2196 | 2103 | 2072 | 2017 | 1976 | 1968 | 1960 |
|               | 1968 | 1982 | 1990 | 2006 | 2013 | 2015 | 2017 | 2019 | 2020 | 2022 |